# Buell Quain
Buell Quain (31 de maio de 1912 — 2 de agosto de 1939) foi um antropólogo americano que estudou várias tribos indígenas de Fiji e do Brasil na década de 1930.

## Formação, pesquisa no Brasil e morte.
Em 1934, graduou-se bacharel pela sociedade Phi Beta Kappa. Posteriormente, ingressou no curso de Antropologia pela Universidade Columbia, onde foi orientado pelo teuto-alemão Franz Boas e terminou seu mestrado, em 1935. Em 1936, após retornar de Fiji, onde passou um ano, completou seu Ph.D. pela mesma instituição.
No ano seguinte, viajou para o Brasil e retornou a sua cidade natal, Bismarck. Em seu regresso ao Brasil, estudou os índios Trumai, que se encontravam isolados, e então passou a estudar a etnia Krahô.
Em 1939 no Tocantins, ainda isolado em uma tribo Krahô, dois índios encontram o etnólogo morto. Suicidou-se sem explicação aparente, deixando cartas para seus familiares, amigos e colegas de trabalho. Supostamente, a motivação foi ter contraído uma doença contagiosa, segundo uma carta escrita pelo próprio, endereçada a um amigo, com os dizeres: "Estou morrendo de uma doença contagiosa. Peço que você não investigar as condições da minha morte. Vou cometer suicídio." 
A história de Quain inspirou o escritor carioca Bernardo Carvalho, que escreveu "Nove Noites", baseando-se na passagem do antropólogo pelo Brasil.